# Brian Jackson (basket-ball, 1959)
Pour les articles homonymes, voir Brian Jackson et Jackson.
Brian Jackson, né le 1er février 1959, à Los Angeles, en Californie, est un ancien joueur américain de basket-ball. Il évolue au poste d'ailier fort.

## Biographie
Avec 8 651 points (moyenne de 22,07 points par match), Brian Jackson est le troisième meilleur marqueur de l'histoire du championnat d'Espagne, derrière  Alberto Herreros (9 759 points) et Jordi Villacampa (8 991).